# 离石烈士楼
离石烈士楼，位于山西省吕梁市离石区莲花街道城内村，已列为山西省文物保护单位。

## 保护
2021年8月4日，离石烈士楼由山西省人民政府公布为第六批山西省文物保护单位，编号6-302。